# Simulium decafiliatum
Simulium decafiliatum är en tvåvingeart som först beskrevs av Yankovsky 1996.  Simulium decafiliatum ingår i släktet Simulium och familjen knott. Inga underarter finns listade i Catalogue of Life.